# Чермно (Свентокшиське воєводство)
Чермно (пол. Czermno) — село в Польщі, у гміні Фалкув Конецького повіту Свентокшиського воєводства.
Населення — 657 осіб (2011).
У 1975-1998 роках село належало до Пйотрковського воєводства.

## Демографія
Демографічна структура на день 31 березня 2011 року:
|          | Загалом | Допрацездатний вік | Працездатний вік | Постпрацездатний вік |
| -------- | ------- | ------------------ | ---------------- | -------------------- |
| Чоловіки | 329     | 51                 | 220              | 58                   |
| Жінки    | 328     | 50                 | 164              | 114                  |
| Разом    | 657     | 101                | 384              | 172                  |